# 芸術学部
芸術学部（げいじゅつかくぶ）は、芸術家の養成、芸術学の研究を主な目的とする大学の学部。

## 芸術学部をおく日本の大学

### 芸術学部
- 札幌大谷大学
- 東北芸術工科大学
- 日本大学芸術学部・大学院芸術学研究科
- 東京工芸大学
- 玉川大学
- 女子美術大学
- 金沢学院大学
- 名古屋芸術大学
- 京都精華大学
- 京都芸術大学
- 京都嵯峨芸術大学
- 大阪芸術大学
- 大阪成蹊大学
- 倉敷芸術科学大学
- 広島市立大学
- 東亜大学
- 九州産業大学
- 崇城大学

## 芸術系の学部をおく日本の大学
芸術系の学部には、芸術学部以外に音楽学部、美術学部、造形学部、デザイン学部、芸術工学部、芸術情報学部、芸術文化学部、芸術文化学群、芸術専門学群、芸術地域デザイン学部、教育学部（美術教育課程）などがある。

### 音楽学部
音楽学部 を参照

### 美術学部
美術学部 を参照

### 造形学部
造形学部 を参照

### デザイン学部
デザイン学部 を参照

### 芸術工学部
芸術工学部 を参照

### 芸術情報学部
- 尚美学園大学

### 芸術文化学部
- 富山大学
- 尾道市立大学

### 芸術文化学群
- 桜美林大学

### 芸術専門学群
- 筑波大学

### 芸術地域デザイン学部
- 佐賀大学

### 教育学部

#### 芸術コース
- 北海道教育大学岩見沢校